# جمهوری انقلابی

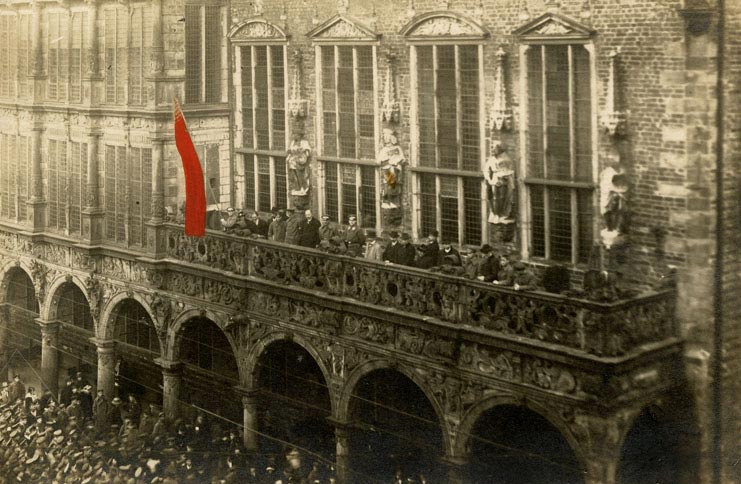
بیانیهٔ جمهوری برمن

جمهوری انقلابی (به انگلیسی: revolutionary republic)، نوعی دولت است که اصول اصلی آن حاکمیت مردمی، حاکمیت قانون و دموکراسی نیابتی است. این نوع نظام پایه نظری خود را از ویگ و متفکران روشنگری گرفته و در عصر انقلاب مورد توجه انقلابیون بود. جمهوری انقلابی بعد از راه اندازی دولت موجود و رژیم سیاسی، از ساختار نظام مشروطه ظهور می‌کند. این نظام اکثراً شکل یک دولت انقلابی را بخود می‌گیرد که نمایانگر اراده اعضای تشکیل دهنده آن است.
همچنین این اصطلاح به دولتی گفته می‌شود که در جریان جنگ‌های انقلاب فرانسه، کنوانسیون ملی از آنها طرفداری می‌کرد، چون فرانسه هنگام اشغال کشورهای همسایه در اروپا، جمهوریت‌هایی را تأسیس کرد. بیشتر این دولت‌های متکی، یا جمهوریت‌های خواهر، ابزاری بودند برای کنترل زمین‌های اشغال شده از طریق ترکیبی از قدرت‌های فرانسوی و محلی. سازمان دولت‌های جمهوری از نظر ابزار ترویج ملی‌گرایی مدنی در مقابل پادشاهی‌ها (در وهله اول بوربون‌ها و هابسبورگ‌ها) بستر ظهور احساسات ملی‌گرایی در اروپا شد که بصورت گسترده تاریخ اروپا را تحت تأثیر قرار داد (۱۸۳۰ میلادی و انقلاب‌های ۱۸۴۸ میلادی را ببینید).
امروز، «جمهوری انقلابی» می‌تواند به دُوَل مختلف در موقعیت‌های نامتجانس گفته شود. در بریتانیا، این نظام به آنهایی گفته می‌شود که برای برون راندن شاه از رأس قدرت، یا تعویض شاه با رؤسای انتخاب شده، مانند ملی‌گرایی ایرلندی مبارزه می‌کنند. در استرالیا، جمهوری‌خواهی انقلابی به‌طور نزدیک به ملی‌گرایی معتدل و مخالفت با نظام شاهی گره خورده‌است.

## جمهوری انقلابی آمریکایی

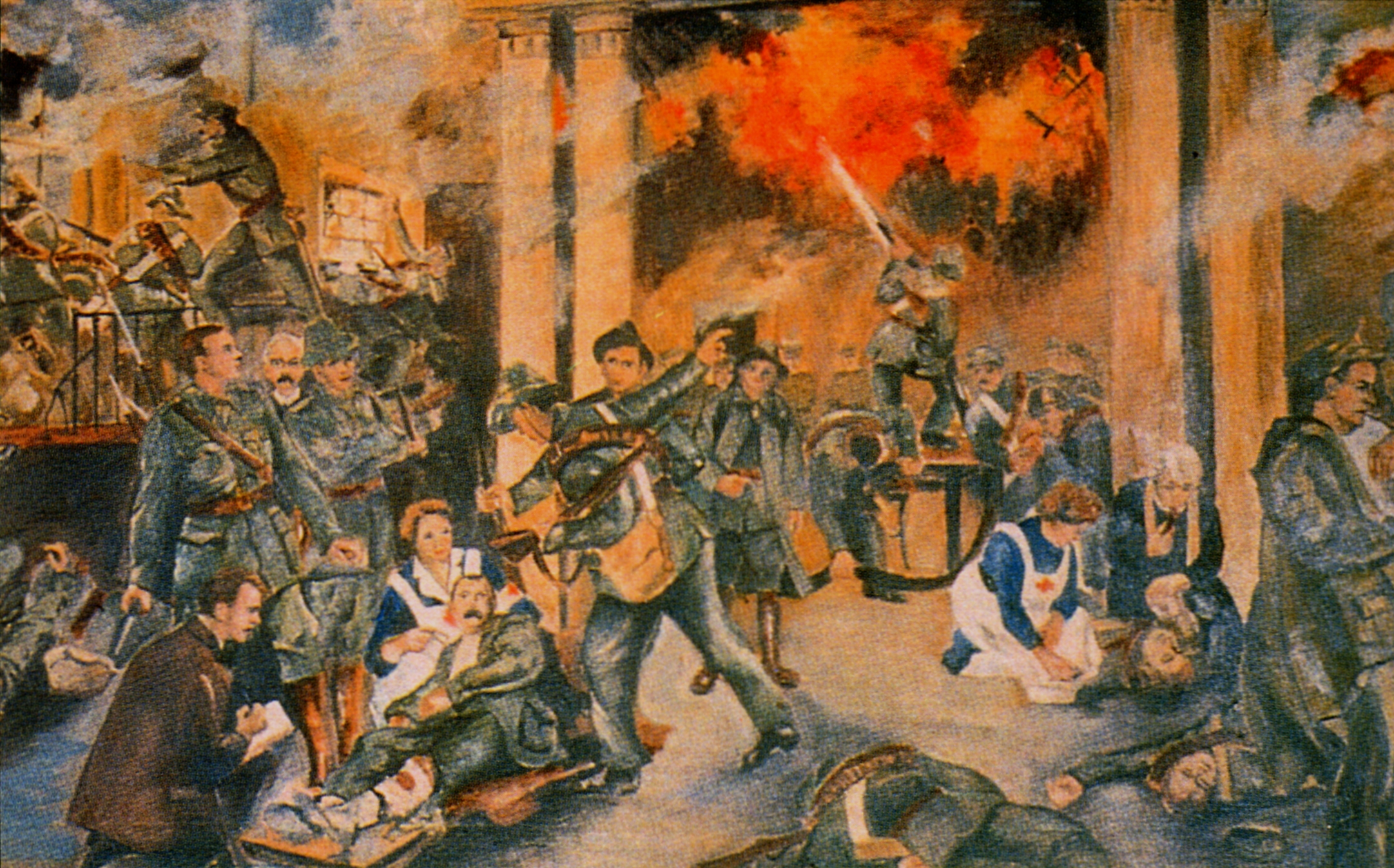
قیام عید پاک، رویداد عمده‌ای در جریان جمهوری‌خواهی ایرلندی

تا زمان جنگ استقلال آمریکا و در جریان آن در سال‌های ۱۷۶۰ – ۱۷۷۰ میلادی، رهبران فکری و سیاسی در ۱۳ مستعمره، تاریخ را با دقت مطالعه کردند تا انواع دولت و اثراتشان را با هم مقایسه کنند. توجه آنها به‌طور خاص معطوف بود به تاریخ آزادی و حقوق مردم انگلستان، چون ادعا می‌کردند که این‌ها جزو میراث شایسته استعمارگران بوده‌است. این متفکران به‌طور خاص تحت تأثیر «حزب کشور» بریتانیا قرار داشتند (که مخالفت «حزب دادگاه» حاکم بود). حزب کشور به‌طور گسترده بر جمهوری‌خواهی کلاسیک میراث روم باستان متکی بود؛ آنها ایده‌آل‌های وظیفه و «شهروند فاضل» را گرامی می‌داشتند، و به سوی نمونه‌هایی چون دولت-شهر یونان باستان و جمهوری خواهان روم گرویده بودند. حزب کشور، اطرافیان حزب دادگاه در لندن را، با مرکزیت دادگاه شاهی، به فساد متهم کرد. ایدئولوژی سیاسی حاصله، در سال ۱۷۷۵ میلادی در آمریکا شایع گردید. رابرت کیلی جمهوریت خواهی را «فهم سیاسی منحصر به تمام نسل انقلاب» خواند. پوکاک آبشخورهای فکری در آمریکا را توضیح داد:
| « | طرفداران ویگ و نو-هارینگتون‌ها، جان میلتون، جیمز هارینگتون و سیدنی، ترنچارد، گوردون و بولینگبروک، یکجا با استادان یونانی، رومی، رنسانس و مونتسکیو، متون معتبر این فرهنگ را ساختند؛ و ارزش‌ها و مفاهیمش آنهایی بودند که ما با آشنایی با آنها بزرگ شدیم: یک ایده‌آل مدنی و وطن‌دوستی که در آن شخصیت افراد در تملک بنا گذاشته شد و در شهروندی تکمیل شد. اما بصورت تدریجی توسط فساد به تهدید مواجه گردید؛ دولت به طرز پارادوکس‌واری منبع اصلی فساد شناخته شده و روی ابزاری مانند وطن دوستی، نزاع، ارتش‌های قامت برافراشته (در مخالفت با ایده‌آل شبه‌نظامی)؛ کلیساهای مستقر (در مقابل پیوریتن‌ها و روحانیون دین آمریکایی)؛ و ترویج سود بالای پول به کار ادامه داد–هرچند تدوین مفهوم اخیر، از میل شدید به قرضه‌های موجود در مستعمرات ایجاد شده‌است. | » |

انقلاب‌های آمریکا از روم باستان درس گرفته‌اند. آنها مصمم بودند که از زندگی پر زرق و برق و حرص خودداری کنند چون اینها خصایصی بودند که امپراطوری روم را از بین بردند. یک شهروند فاضل به کسی گفته می‌شد که پول را نادیده می‌گرفت و تعهد می‌کرد تا در برابر فساد ایستادگی کرده و آنرا از بین ببرد. جمهوری‌خواهی نیازمند خدمات آنهایی بود که می‌خواستند از منافع خودشان برای مردم بگذرند. بر اساس گفتهٔ برنارد بایلین، «تحفظ آزادی در توانایی مردم در حفظ نظارت بر روی صاحبان قدرت است و ازین‌رو در آخرین تحلیل مربوط می‌شود به بیداری و انگیزه وجدانی مردم». تکلیف یک شهروند فاضل تبدیل به عنوان بنیاد ایدیولوژیک انقلاب آمریکایی تعریف گشت.

## ارجاعات
1. ↑  Hekmat, Mansoor. "State in Revolutionary Periods". www.marxists.org. Retrieved 2016-06-20.
2. ↑  Trevor Colbourn, The Lamp of Experience: Whig History and the Intellectual Origins of the American Revolution (1965) online version بایگانی‌شده  در ۱۳ آوریل ۲۰۲۰ توسط Wayback Machine
3. ↑  H. T. Dickinson, ed. , A companion to eighteenth-century Britain (2002) p. 300
4. ↑  Mortimer N. S. Sellers, American republicanism (1994) p. 3
5. ↑  Robert Kelley, "Ideology and Political Culture from Jefferson to Nixon," American Historical Review, 82 (June 1977), 536
6. ↑  J.G.A. Pocock, The Machiavellian Moment p 507
7. ↑  Bernard Bailyn, The Ideological Origins of the American Revolution (1967)